# Great Kojika
Shinya Koshika  (小鹿 信也?) conosciuto con lo pseudonimo Great Kojika (グレート小鹿?, Gurēto Kojika) (Hakodate, 28 aprile 1942) è un wrestler giapponese.
Co-fondatore della Big Japan Pro Wrestling (BJW), è il più anziano wrestler giapponese in attività nonché quello con la carriera più lunga, avendo debuttato nel 1963. È anche il più anziano wrestler in attività al mondo.

## Carriera

### Inizi (1963-1967)
Kojika debuttò il 13 ottobre 1963 nella Japan Pro Wrestling Alliance (JWA) lottando contro Kakutaro Koma (il futuro NWA World Middleweight Champion Mashio Koma). Nel 1967 partì per gli Stati Uniti d'America.

### Stati Uniti (1967-1970)
Nel 1967 esordì in Nord America nella NWA Mid-America in Tennessee. Fece coppia con Motoshi Okuma e i due lottarono anche nella Georgia Championship Wrestling. Si separarono nel 1968 e Kojika andò in Florida, a Detroit e a St. Louis. Nel 1969 a Los Angeles conquistò l'NWA "Beat the Champ" Television Championship sconfiggendo Pepper Martin il 19 novembre. Un mese dopo perse il titolo nel rematch con Martin. Il 26 agosto 1970 sconfisse Les Roberts per il titolo TV e rimase campione fino al 16 settembre quando lo cedette a The Great Goliath. Dopo la sconfitta tornò in Giappone.

### Ritorno in Giappone e chiusura della JWA (1970-1973)
Dopo alcuni anni negli Stati Uniti, Kojika tornò in Giappone e rimase con la Japan Pro Wrestling Alliance fino allo scioglimento della compagnia, avvenuto il 14 aprile 1973.

### Ritorno in Nord America (1973-1974, 1980)
Nel 1973 tornò negli Stati Uniti per lottare in Texas come "Kung Fu Lee". Lì ebbe dei feud con Dory Funk Jr., Terry Funk, Ricky Romero e Akio Sato. Lasciò il Texas nel 1974. Nel 1980 se ne andò alle Hawaii per lavorare nella NWA Polynesian.

### All Japan Pro Wrestling (1973-1986)
Dopo la chiusura della JWA, passò alla All Japan Pro Wrestling (AJPW) di Giant Baba, dove si riunì con Motoshi Okuma. Dal 1976 al 1981, lui e Okuma vinsero tre volte l'All Asia Tag Team Championship. Rimasero insieme fino al 1986, quando Kojika si ritirò dal wrestling..

### Big Japan Pro Wrestling (1995-2002)
Kojika tornò al wrestling nel 1995, co-fondando la Big Japan Pro Wrestling (BJW) con Kazuo Sakurada, dove si sviluppò uno stile basato sui deathmatch e sul wrestling hardcore. Riprese a lottare nel 1996. Si ritirò per la seconda volta nel 2002, continuando a co-promuovere la Big Japan.

### Secondo ritorno al wrestling (2006-presente)
Nel 2006 tornò a lottare per la seconda volta. All'età di ottant'anni lottò qualche match nella Big Japan e in numerose altre compagnie giapponesi.

### Ritorno nella All Japan Pro Wrestling (2019)
Kojika tornò nella All Japan Pro Wrestling nel 2019, dopo aver lavorato per loro l'ultima volta nel 1986.

## Titoli e riconoscimenti
- All Japan Pro Wrestling
  - All Asia Tag Team Championship (4) – con Motoshi Okuma (3) e Gantetsu Matsuoka (1)
- Big Japan Pro Wrestling
  - Yokohama Shopping Street 6-Man Tag Team Championship (1) – con Masato Inaba e Kankuro Hoshino
- DDT Pro-Wrestling
  - Jiyūgaoka 6-Person Tag Team Championship (1) – con Mr. #6 e Riho
  - Sea Of Japan 6-Person Tag Team Championship (1) – con Mr. #6 e Riho
  - UWA World Trios Championship (1) – con Mr. #6 e Riho
- National Wrestling Alliance
  - NWA Western States Heavyweight Championship (1)
- NWA Hollywood Wrestling
  - NWA Americas Heavyweight Championship (1)
  - NWA Americas Tag Team Championship (2) – con Don Carson (1) e John Tolos (1)
- Niigata Pro Wrestling
  - Niigata Tag Team Championship (2) – con Shigeno Shima (2)
- Pro Wrestling Freedoms
  - King of Freedom World Tag Team Championship (1) – con The Winger